# Tanacetipathes wirtzi
Tanacetipathes wirtzi is een Antipathariasoort uit de familie van de Myriopathidae. De wetenschappelijke naam van de soort is voor het eerst geldig gepubliceerd in 2001 door Opresko.